# District de Guangyang
Le district de Guangyang (广阳区 ; pinyin : Guǎngyáng Qū) est une subdivision administrative de la province du Hebei en Chine. Il est placé sous la juridiction de la ville-préfecture de Langfang.